# 千葉県総合スポーツセンター東総運動場陸上競技場
千葉県総合スポーツセンター東総運動場陸上競技場（ちばけんそうごうスポーツセンターとうそううんどうじょうりくじょうきょうぎじょう）は、千葉県旭市の千葉県総合スポーツセンター東総運動場内にある陸上競技場である。施設は千葉県が所有し、指定管理者として千葉県まちづくり公社が運営・管理を行っている。

## 概要
2001年（平成13年）3月の完成以来、陸上競技では全日本中学校陸上競技選手権大会の指定大会である北総地区の予選、高校駅伝の千葉県予選、日本フットボールリーグ（JFL）、日本女子サッカーリーグ（なでしこリーグ）の公式戦などに使用されている。

## 施設概要
- 日本陸上競技連盟第2種公認
- トラック：400m×9レーン（全天候舗装）
- フィールド：106m×69m（高麗芝）
- 収容人数：15,000人（メインスタンド 2,800人、サイド・バック 12,200人）
- 得点板

## アクセス
- 旭駅（JR総武本線）より「小見川駅」行きバスで「中和」停留所下車。徒歩約7分。
- 小見川駅（JR成田線）より「旭駅」行きバスで「松沢坂上」停留所下車。徒歩約7分。

### 周辺道路
- 千葉県道28号旭小見川線
- 千葉県道74号多古笹本線